# Ketamin
Ketamin je disocijativni anestetik koji se koristi u medicini za uvod u anesteziju i njezino održavanje, za liječenje depresije i za ublažavanje bolova. Ketamin je antagonist receptora NMDA, što uzrokuje većinu njegovih psihoaktivnih učinaka.
U dozama za anesteziju ketamin inducira stanje disocijativne anestezije, što je stanje nalik transu koje omogućuje ublažavanje boli, sedaciju i amneziju. Pritom su očuvani refleksi disanja i dišnih putova, potaknut rad srca uz povišen krvni tlak i umjerenu bronhodilataciju. U nižim, subanestetičkim dozama obećavajuće je sredstvo za liječenje bola i depresije otporne na liječenje. Kao i kod mnogih antidepresiva, rezultati jedne doze s vremenom nestaju.
Ketamin se koristi kao rekreacijska droga zbog svojih halucinogenih i disocijativnih učinaka. Kada se koristi rekreativno, nalazi ga se u kristalnom prahu ili u tekućem obliku. Dugoročni učinci ponovljene uporabe uglavnom su nepoznati i istražuju se. Kod redovitih korisnika visokih doza ketamina u rekreacijske svrhe zabilježena je toksičnost za jetru i mokraćni sustav.
Ketamin je prvi put sintetiziran 1962. iz fenciklidina u potrazi za sigurnijim anestetikom s manje halucinogenih učinaka. U Sjedinjenim Američkim Državama odobren je za uporabu 1970. Redovito se koristio u veterini, a i za kiruršku anesteziju u Ratu u Vijetnamu. Nalazi se na osnovnom popisu lijekova Svjetske zdravstvene organizacije i dostupan je kao generički lijek.

## Medicinska uporaba

### Anestezija
Upotreba ketamina u anesteziji odražava njegove karakteristike. Često se rabi za kratkotrajne zahvate, kada nije potrebna relaksacija mišića. Učinak ketamina na dišni i krvožilni sustav razlikuje se od učinaka drugih anestetika. On suzbija disanje mnogo manje od većine drugih dostupnih anestetika. Kada se koristi u dozama za anesteziju, ketamin obično stimulira, a ne deprimira krvožilni sustav. Zaštitni refleksi dišnih putova su očuvani, pa je ponekad moguće primijeniti ketaminsku anesteziju bez zaštitnih mjera za dišne putove. Psihotomimetički učinci ograničavaju prihvaćanje ketamina; međutim, lamotrigin i nimodipin smanjuju psihotomimetičke učinke i također se mogu poništiti primjenom benzodiazepina ili propofola. Ketofol je kombinacija ketamina i propofola.
Ketamin se često koristi za teško ozlijeđene i čini se da je za njih siguran. Naširoko se koristio za hitne operacije u terenskim uvjetima ratnih zona, na primjer tijekom Rata u Vijetnamu. Smjernice kliničke prakse iz 2011. podržavaju upotrebu ketamina kao sedativa u hitnoj medicini, uključujući upotrebu tijekom bolnih postupaka. To je lijek izbora za osobe u traumatskom šoku koje su u opasnosti od hipotenzije. Postoji malena šansa da ketamin snizi krvni tlak, što je opasno za osobe s teškim ozljedama glave. Naspram toga, može povisiti krvni tlak, što ga često čini korisnim u liječenju takvih ozljeda glave.
Ketamin se kod djece može rabiti kao jedini anestetik za manje zahvate ili kao sredstvo za indukciju nakon kojeg slijedi neuromuskularni blokator i intubacija dušnika. Osobito su djeca s cijanotičnom bolesti srca i neuromuskularnim poremećajima dobri kandidati za anesteziju ketaminom.
Zbog bronhodilatacijskih svojstava ketamina, može se koristiti za anesteziju kod osoba s astmom, kroničnom opstruktivnom bolešću dišnih putova i s teškom reaktivnom bolešću dišnih putova, uključujući aktivni bronhospazam.

### Bol
Infuzije ketamina koriste se za liječenje akutne boli u odjelima hitne pomoći i u poslijeoperativnom razdoblju za osobe s refraktornom boli. Doze su niže od onih koje se koriste za anesteziju, pa se nazivaju subanestetičkim dozama. Kao dodatak morfiju ili samostalno, ketamin smanjuje upotrebu morfija, razinu boli, mučninu i povraćanje nakon operacije. Ketamin je vjerojatno najkorisniji za kirurške pacijente kada se očekuje jaka postoperativna bol te za pacijente koji su tolerantni na opioide.
Ketamin je posebno koristan u predbolničkom okruženju zbog učinkovitosti i niskog rizika od respiratorne depresije. Kod hitnih slučajeva ima sličnu učinkovitost kao opioidi za upravljanje akutne boli i kontrolu boli tijekom postupaka. Može spriječiti hiperalgeziju izazvanu opioidima i drhtavicu nakon anestezije.
Za kroničnu bol, ketamin se koristi kao intravenski analgetik, uglavnom ako je bol neuropatska. U višestrukim kliničkim ispitivanjima infuzije ketamina donijele su kratkotrajno ublažavanje boli kod dijagnoza neuropatske boli, boli nakon traumatske ozljede kralježnice, fibromialgije i kompleksnog regionalnog bolnog sindroma (CRPS).

### Depresija
Ketamin je brzodjelujući antidepresiv, ali je njegov učinak prolazan. Intravenska infuzija ketamina u depresiji otpornoj na liječenje može rezultirati poboljšanjem raspoloženja unutar 4 sata, dosegnuvši vrhunac nakon 24 sata. Pokazalo se da jedna doza intravenskog ketamina ima rezultate već 4½ sata nakon doze (s održivim učinkom nakon 24 sata) i većom od 40 % nakon 7 dana u više od 60 % slučajeva. Iako je samo nekoliko probnih studija nastojalo odrediti optimalnu dozu, sve više dokaza ukazuje na to da doza od 0,5 mg/kg ubrizgana tijekom 40 minuta daje optimalan ishod. Antidepresivni učinak ketamina smanjen je nakon 7 dana, a kod većine se ljudi ponovno pojavi unutar 10 dana. Međutim, za značajnu manjinu, poboljšanje može trajati 30 dana ili više.
Enantiomer ketamina esketamin, koji se prodaje kao Spravato, odobrila je kao antidepresiv Europska agencije za lijekove 2019. Esketamin je odobren kao sprej za nos za depresiju otpornu na liječenje u SAD-u i drugdje 2019. Kanadska mreža za liječenje raspoloženja i anksioznosti (CANMAT) preporučuje esketamin kao treću liniju liječenja depresije.

## Kontraindikacije
Neke su od glavnih kontraindikacija za ketamin:
- teška kardiovaskularna bolest kao što je nestabilna angina ili loše kontrolirana hipertenzija
- povećan intrakranijalni ili intraokularni tlak (međutim oni ostaju kontroverzni, s nedavnim studijama koje sugeriraju drugačije)[32]
- loše kontrolirana psihoza
- teška bolest jetre kao što je ciroza
- trudnoća
- poremećaj upotrebe aktivne tvari (za serijske injekcije ketamina)
- dob manja od 3 mjeseca.

## Štetni učinci
Pri dozama za anesteziju 10 – 20 % odraslih i 1 – 2 % djece  doživljava  psihijatrijske reakcije koje se javljaju tijekom izlaska iz anestezije, u rasponu od snova i disforije do halucinacija i delirija. Psihotomimetički učinci smanjuju se dodavanjem lamotrigina i nimodipina i mogu se suzbiti prethodnim tretmanom benzodiazepinom ili propofolom. Ketaminska anestezija obično uzrokuje toničko-kloničke pokrete (više od 10 % ljudi) i rijetko hipertoniju. Povraćanje se može očekivati u 5 – 15 % bolesnika; predtretman propofolom također ga ublažava. Laringospazam se rijetko javlja s ketaminom. Ketamin općenito stimulira disanje; međutim, u prve 2 – 3 minute nakon brze intravenske injekcije visoke doze može uzrokovati prolaznu depresiju disanja.
Pri nižim dozama subanestetika izražene su psihijatrijske nuspojave. Većina ljudi se osjeća čudno, prostrano, vrtoglavo ili ima osjećaj lebdenja, ili imaju vizualne distorzije ili obamrlost. Također su vrlo česti (20 – 50 %) poteškoće u govoru, zbunjenost, euforija, pospanost i poteškoće u koncentraciji. Simptome psihoze kao što su odlazak u rupu, nestajanje, osjećaj kao da se topi, doživljaj boja i halucinacije opisuje 6 – 10 % ljudi. Vrtoglavica, zamagljen vid, suha usta, hipertenzija, mučnina, povišena ili snižena tjelesna temperatura ili osjećaj crvenila česte su (više od 10 %) nepsihijatrijske nuspojave. Sve ove nuspojave najizraženije su do kraja injekcije, dramatično se smanjuju 40 minuta nakon toga i potpuno nestaju unutar 4 sata nakon injekcije.

### Urinarna i jetrena toksičnost
Urinarna toksičnost javlja se prvenstveno kod ljudi koji rutinski koriste velike količine ketamina, pri čemu 20 – 30 % čestih korisnika ima probleme s mjehurom. Uključuje niz poremećaja od cistitisa preko hidronefroze do zatajenja bubrega. Tipični su simptomi cistitisa izazvanog ketaminom  učestalo mokrenje, disurija i nagon za mokrenjem ponekad praćen bolom tijekom mokrenja i krvlju u mokraći. Oštećenje stijenke mjehura ima sličnosti s intersticijskim i eozinofilnim cistitisom. Stijenka je zadebljana, a funkcionalni kapacitet mjehura samo je 10 do 150 ml. Studije pokazuju da je cistitis izazvan ketaminom uzrokovan ketaminom i njegovim metabolitima u izravnoj interakciji s urotelom, što dovodi do oštećenja epitelnih stanica sluznice mokraćnog mjehura i povećane propusnosti urotelne barijere što rezultira kliničkim simptomima.

### Iskustvo prividnog umiranja
Većina ljudi koji su se mogli sjetiti svojih snova tijekom ketaminske anestezije izvještavaju o iskustvima prividnog umiranja.

### Ovisnost i tolerancija
Iako je učestalost ovisnosti o ketaminu nepoznata, neki ljudi koji redovito koriste ketamin razviju ovisnost o ketaminu. Pokusi na životinjama također potvrđuju rizik zlouporabe. Brza pojava učinaka nakon insuflacije može povećati potencijalnu upotrebu kao rekreativne droge. Tolerancija na ketamin brzo se razvija, čak i uz ponavljanu medicinsku upotrebu, što potiče upotrebu viših doza. Neki dnevni korisnici prijavili su simptome ustezanja, prvenstveno tjeskobu, drhtanje, znojenje i lupanje srca, nakon pokušaja prestanka. Kod čestih rekreativnih korisnika ketamina primijećeni su kognitivni deficiti, kao i pojačani simptomi disocijacije i deluzija.

## Interakcije
Ketamin potencira sedativne učinke propofola i midazolama. Naltrekson potencira psihotomimetičke učinke niske doze ketamina,dok ih lamotrigin i nimodipin smanjuju. Klonidin smanjuje pojačanu salivaciju, broj otkucaja srca i krvni tlak tijekom anestezije ketaminom i smanjuje učestalost mora.

## Farmakologija

#### Mehanizam djelovanja
Ketamin je mješavina jednakih količina dvaju enantiomera: esketamina i arketamina. Esketamin je daleko snažniji blokator pora NMDA receptora od arketamina.  Čisto blokiranje NMDA receptora odgovorno je za anestetičke, analgetske i psihotomimetičke učinke ketamina. Blokiranje NMDA receptora rezultira analgezijom sprječavanjem centralne senzibilizacije u neuronima dorzalnog roga, to jest djelovanje ketamina ometa prijenos boli u leđnoj moždini.
Mehanizam djelovanja ketamina u ublažavanju depresije nije jasan i područje je aktivnog istraživanja.

### Farmakokinetika
Ketamin se može apsorbirati na mnogo različitih načina zbog topljivosti u vodi i lipidima. Intravenska bioraspoloživost ketamina je 100 % prema definiciji, bioraspoloživost intramuskularne injekcije je nešto niža i iznosi 93 %,  a epiduralna bioraspoloživost je 77 %. Supkutana bioraspoloživost nikada nije mjerena, ali se pretpostavlja da je visoka. Među manje invazivnim putovima, intranazalni put ima najveću bioraspoloživost (45 – 50 %)  a oralni najmanju (16 – 20 %). Sublingvalna i rektalna bioraspoloživost je srednja, otprilike 25 – 50 %.   
Nakon apsorpcije ketamin se brzo distribuira u mozak i druga tkiva. Vezanje ketamina za proteine plazme varira od 23 – 47 %. 

## Kemija

### Struktura
Po kemijskoj strukturi ketamin je derivat arilcikloheksilamina i kiralan je spoj. Aktivniji enantiomer, esketamin (S-ketamin), također je dostupan za medicinsku upotrebu pod markom Ketanest S, dok manje aktivni enantiomer, arketamin (R-ketamin), nikada nije bio na tržištu kao enantiočisti lijek za kliničku upotrebu. Dok je S-ketamin učinkovitiji kao analgetik i anestetik kroz antagonizam NMDA receptora, R-ketamin proizvodi dugotrajnije učinke kao antidepresiv.

## Povijest
Ketamin je 1962. prvi sintetizirao Calvin L. Stevens, profesor kemije na Wayne State University i savjetnik u tvrtci Parke-Davis. Nakon obećavajućih pretkliničkih istraživanja na životinjama testiran je na zatvorenicima 1964. Ona su pokazala da ketamin ima kratkotrajno djelovanje i smanjenu bihevioralnu toksičnost što ga čini povoljnijim izborom u odnosu na fenciklidin (PCP) kao anestetik. Istraživači su stanje ketaminske anestezije htjeli nazvati "sanjanjem", ali Parke-Davis nije odobrio taj naziv. Nakon odobrenja FDA 1970. godine ketaminska anestezija prvi je put dana američkim vojnicima tijekom Rata u Vijetnamu.
Otkriće antidepresivnog djelovanja ketamina 2000. godine opisano je kao najvažniji pojedinačni napredak u liječenju depresije u više od 50 godina.  Potaknuo je interes za antagoniste NMDA receptora za depresiju i pomaknuo smjer istraživanja i razvoja antidepresiva.

## Društvo

### Pravni status
Dok se ketamin legalno prodaje u mnogim zemljama svijeta, on je i kontrolirana tvar. 

### Rekreacijska upotreba
U subanestetičkim dozama ketamin proizvodi disocijativno stanje, karakterizirano osjećajem odvojenosti od vlastitog fizičkog tijela i vanjskog svijeta koji je poznat kao depersonalizacija i derealizacija. Pri dovoljno visokim dozama korisnici mogu doživjeti stanje disocijacije s vizualnim i slušnim halucinacijama.
Rekreacijska uporaba ketamina povezana je sa smrtnim slučajevima diljem svijeta, s više od 90 smrtnih slučajeva u Engleskoj i Walesu u razdoblju od 2005. do 2013. godine. Oni uključuju slučajna trovanja, utapanja, prometne nesreće i samoubojstva. Većina smrtnih slučajeva bila je među mladima. Nekoliko mjeseci nakon što je pronađen mrtav u svojoj hidromasažnoj kadi, otkriveno je da je navodnu smrt glumca Matthewa Perryja u listopadu 2023. utapanjem uzrokovalo predoziranje ketaminom, a dok su drugi čimbenici bili prisutni, akutni učinci ketamina smatrani su primarnim uzrok smrti. Zbog sposobnosti izazivanja zbunjenosti i amnezije ketamin se koristio za silovanje na spoju.

## Upotreba u veterini
U veterinarskoj anesteziji ketamin se često koristi zbog anestetičkih i analgetskih učinaka na mačke, pse, zečeve, štakore i druge male životinje. Često se koristi u indukciji i održavanju anestezije kod konja. Važan je dio mješavine lijekova za anesteziju glodavaca. Veterinari često koriste ketamin sa sedativima kako bi proizveli uravnoteženu anesteziju i analgeziju. Ketamin se također koristi za ublažavanje boli kod velikih životinja. To je primarni intravenski anestetik koji se koristi u operacijama na konjima, često u kombinaciji s detomidinom i tiopentalom ili ponekad guaifenesinom.

## Vanjske poveznice
- Informativni list o ketaminu